# عبد الله بن محمد البسام
عبد الله بن محمد البسام هو عبد الله بن محمد بن عبد العزيز بن حمد بن إبراهيم بن عبد الله بن أحمد بن محمد بن عبد الله بن بسام التميمي. تعود اصول اسرته لمدينة اشيقر. تنقل بين مدينة عنيزة والبصرة وبلاد الهند للتجارة.

## نسبه
هو: عبد الله بن محمد بن عبد العزيز بن حمد بن إبراهيم بن عبد الله بن أحمد بن محمد بن عبد الله بن بسام بن منيف بن عساكر بن بسام بن عقبة بن ريس بن زاخر بن محمد بن علوي بن وهيب بن قاسم بن موسى بن عقبة بن سنيع بن نهشل بن شداد بن زهير بن شهاب بن ربيعة بن أبي السود بن مالك بن حنظلة بن مالك بن زيد مناة بن تميم بن مر بن أد بن طابخة بن إلياس بن مضر بن نزار بن معد بن عدنان.

## المؤلفات
له عدة مؤلفات هي:
- تحفة المشتاق في أخبار نجد والحجاز والعراق. تأليف/عبد الله محمد البسام تحقيق/إبراهيم الخالدي الطبعة الأولى-2000م الناشر/شركة المختلف للنشر والتوزيع.
- الدليل المفيد لمن هو للدين والدنيا مريد. ( غير مطبوعة )
- كراريس في التاريخ والانساب والاشعار والاخبار. ( غير مطبوعة )
- كراسة في بعض وفيات بعض الاعيان وبعض الاخبار الهامة. ( يقع في 18 صفحة وغير مطبوع )

## سيرته
لا يوجد مصدر يتناول سيرة عبد الله بن محمد البسام سوى بعض ما اورده الشيخ عبدالله بن عبدالرحمن البسام في كتابه ( علماء نجد خلال ثمانية قرون ) كذلك ما جاء في كتاب ( تاريخ نجد الحديث ) لأمين الريحاني.

## وفاته
توفي عبد الله بن محمد البسام في بستانه بمدينة عنيزة بالقصيم يوم الأحد 25 محرم 1346هـ وصلي عليه بعد صلاة العصر في جامع عنيزة .